# Krasnivka, Vîsokopillea
Krasnivka (în ucraineană Краснівка) este un sat în comuna Prîhirea din raionul Vîsokopillea, regiunea Herson, Ucraina.

## Demografie
Componența lingvistică a localității Krasnivka
     Ucraineană (88,35%)
     Rusă (11,65%)
Conform recensământului din 2001, majoritatea populației localității Krasnivka era vorbitoare de ucraineană (88,35%), existând în minoritate și vorbitori de rusă (11,65%).